# Ива (име)
Ива е женско име, което се среща при българи, словенци, сърби, хървати и чехи. В мъжки вариант е Иво. Нейното име означава красива и умна. Също така и е на свети Йоан Кръстител и на св. Иван Рилски.

## Произход и значение
Има две теории на произхода и значението на името. Според първата теория името е разновидност на древноеврейското име Иван, което в превод означава – Бог е милостив (богопомазан). В този случай носителките му празнуват имен ден на 7 януари – Ивановден.
Според втората теория името е славянско и означава върба, от името на планинската върба Ива. В този случай носителките му празнуват имен ден на Цветница (или Връбница).